# Armando Ayala Anguiano
Armando Ayala Anguiano (León, Guanajuato, 27 de mayo de 1928-Malinalco, 15 de noviembre de 2013) fue periodista independiente, historiador, editor, empresario y novelista.

## Biografía
Nació en León y se crio en Abasolo, Guanajuato, México. Por necesidad, desde adolescente consiguió trabajo de telegrafista. Con el código Morse recorrió el país y adquirió destreza en el lenguaje.  A la voracidad por la lectura debe su mejor formación. Años después laboró en la torre de control de la Compañía Mexicana de Aviación. En Tijuana escribió su primera novela: Las ganas de creer.  Estudió guionismo de cine en la Universidad del Sur de California.  En la capital de México fracasó en el intento de vender sus guiones de cine. A los 23 años de edad (1951) entró como reportero al diario El sol de México (Cadena García Valseca).
En 1954 consiguió beca para estudiar Ciencia Política en la Universidad La Sorbona, en París, Francia.  Ingresó a la redacción de Visión (revista estadounidense con versión latinoamericana). Mediante magnífico sueldo recorrió Europa, entre huellas de la II Guerra Mundial y luego fue enviado a Nueva York, Argentina y Lima. 
Amigo de André Labarthe, fundador en París de la revista Constellation y en Londres de Le France Libre, Ayala volvió a México a los 33 años de edad, donde entró como becario al Centro de Escritores. Con el deseo de fundar una revista independiente, fue apoyado por el dueño del diario Novedades, don Rómulo O’Farrill Jr. y su audaz publicista, Fernando Canales. 
El primer ejemplar de la revista mensual Contenido apareció en junio de 1963, con tiraje de 60 mil ejemplares y apoyada con anuncios en televisión, gracias a sus socios capitalistas Rómulo O’Farrill Jr. y Miguel Alemán Velasco. De formato práctico en tamaño tipo Reader’s Digest y de fácil lectura, contiene investigaciones de cultura general, noticias políticas y aspectos desconocidos de la historia oficial.
El éxito de Contenido evitó apoyos gubernamentales: prevaleció la libertad de crítica abierta a los presidentes en turno.  Luchador contra la corrupción, Ayala obtuvo el premio de la agencia española de noticias internacionales Efe en 1978 por su reportaje gigante La mordida, vergüenza de México.
Debido a ciertas críticas vertidas a funcionarios del gobierno, el presidente José López Portillo pidió a los socios capitalistas O’Farrill y Alemán que en Contenido se evitaran los temas políticos.  El socio activo Ayala se negó y prefirió cerrar la revista: el ejemplar de abril de 1985 no salió a la venta. Los socios recapacitaron y mejor continuaron apoyando al socio activo. Así, durante 45 años logró el mayor éxito nacional de una revista mensual.

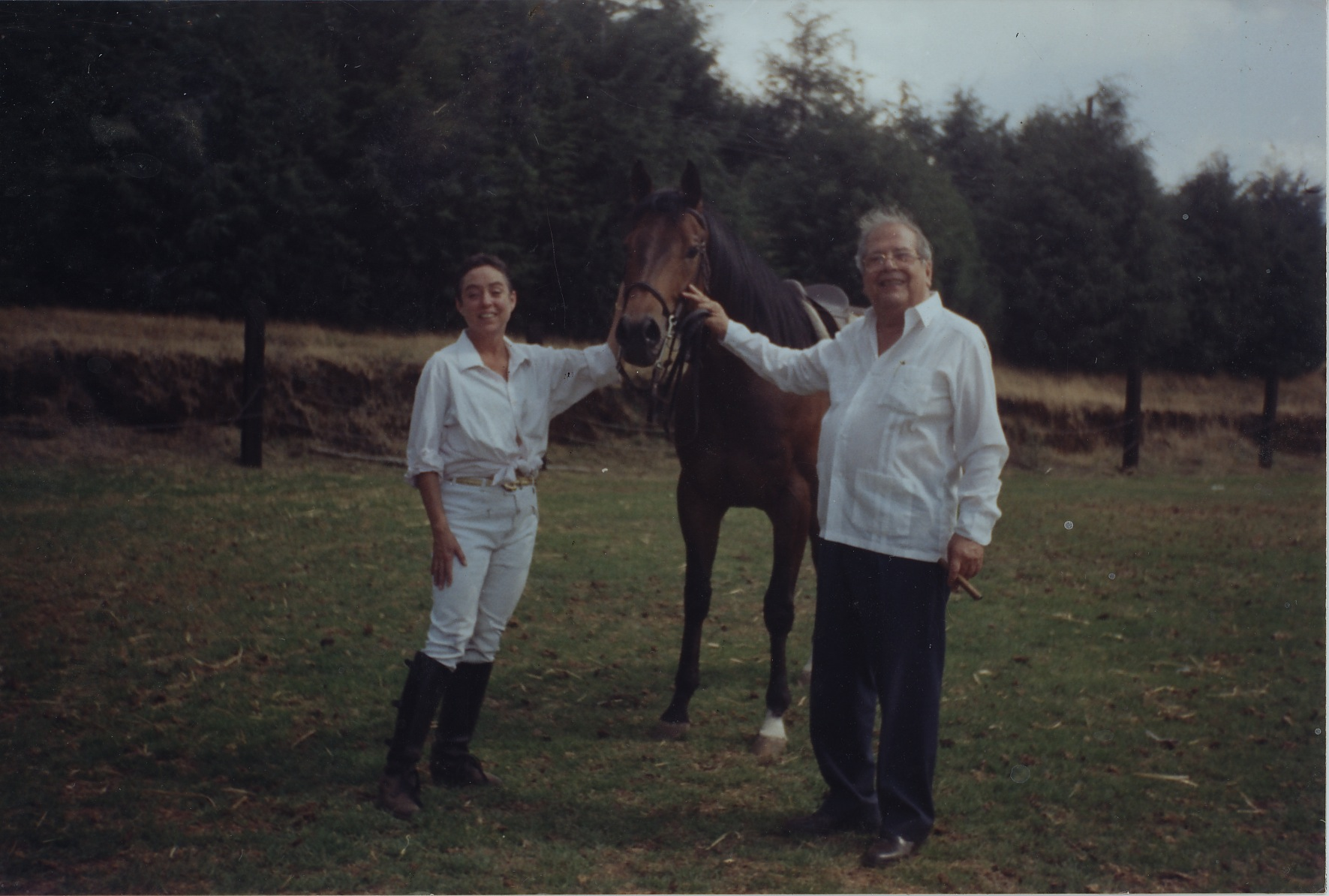
Armando Ayala Anguiano y su segunda esposa, Esperanza Bolland.

La serie histórica México de carne y hueso (14 ejemplares mensuales encuadernables, 1991-1992) obtuvo la venta de miles de ejemplares.  Su obra cumbre, La epopeya de México, publicada en 2005 por la editorial Fondo de Cultura Económica, se divide en dos tomos:  I) De la prehistoria a Santa Anna y II) De Juárez al PRI.
Una embolia truncó el talento literario de Armando Ayala en 2006. Por ello, su hijo Roberto Ayala Sloan, en acuerdo con los dos socios, vendió su parte a Galas de México S. A. de C. V., empresa afiliada al Grupo Carso. 
Divorciado de Sara Sloan, con quien procreó dos hijos (Sara y Roberto), murió en su casa de Malinalco, Estado de México, al lado de su segunda esposa, Esperanza Bolland, con quien compartió sus últimos 30 años de vida.

## Obra editorial
- Las ganas de creer – Libro Mex editores (1958)
- El paso de la nada – Editorial Goyanarte, Buenos Aires (1960)
- Unos cuantos días - J. Mortiz, México (1965)
- México antes de los aztecas – Publicaciones AAA (1967)
- México de carne y hueso – Editorial Contenido (1967, 1991)
- Cómo conquisté a los aztecas. Hernán Cortés – Editorial Contenido (1980). Editorial Random House Mondadori (1990)
- JLP: los secretos de un sexenio – Editorial Grijalbo (1984)
- Zapata y las grandes mentiras de la Revolución Mexicana – Editorial Grijalbo (1985)
- Juárez de carne y hueso – Editorial Contenido (1991). Editorial Random House Mondadori (2006)
- México en crisis – Ediciones Océano (1992)
- Salinas y su México. Historia sin mitos ni pasiones – Editorial Grijalbo (1995)
- Mujeres que dejaron huella – Editorial Contenido (1998, 1999)
- The gringo connection – Editorial Océano (2000)